# Свети Петър (Мюнхен)
Вижте пояснителната страница за други значения на Свети Петър.
Църквата „Свети Петър“ е римокатолическа църква в центъра на град Мюнхен, Германия. Това е най-старият регистриран енорийски храм в Мюнхен. Популярна е като „Стария Петър“ (Alter Peter). С високата си 91 метра кула църквата е известна туристическа забележителност и емблематична част от градския пейзаж на Мюнхен.

## История
Преди основаването на Мюнхен като град през 1158 година, на мястото е имало пред-меровингска църква. През VIII век монаси живели около църквата на хълма наречен Петерсбергл („хълмче на Петър“). В края на XII век е осветена нова църква в баварски романски стил, и разширена в готически стил малко преди избухването през 1327 година на голям пожар, който разрушава зданието. След реконструирането ѝ, църквата е отново осветена през 1368 година. В началото на XVII век на върха на 91-метровата кула е прибавен ренесансов шпил (заострен връх) и ново отделение за хор, изпълнено в бароков стил.
Интериорът на църквата е доминиран от високия олтар, в който фигурата на Свети Петър е дело на Еразмус Грасер, главен майстор-строител и скулптор на Мюнхен от началото на XVI век. Сред останалите шедьоври от всички периоди са пет готически картини от художника от XV век Ян Полак и няколко олтара на Игнац Гюнтер – германски скулптор и дърворезбар от XVIII век. Фреските по тавана, дело на Йохан Баптист Цимерман (1753–1756) са наново пресъздадени през 1999-2000 година.